# European Sky Shield Initiative
European Sky Shield Initiative (ESSI) – projekt mający na celu zbudowanie zintegrowanego europejskiego systemu obrony powietrznej bazującego na ziemi, obejmującego zdolność do zwalczania pocisków balistycznych. Na rok 2025 w inicjatywie uczestniczą 24 państwa europejskie.

## Historia
Inicjatywę tę zaproponował kanclerz Niemiec Olaf Scholz w sierpniu 2022 roku. Propozycja ta została złożona w trakcie rosyjskich ataków na infrastrukturę Ukrainy, pośród rosnących obaw o ograniczone europejskie możliwości obrony przed takimi zagrożeniami, jak rozmieszczone w Królewcu rosyjskie systemy rakiet balistycznych 9K720 Iskander.
W październiku 2022 r. piętnaście państw europejskich (Belgia, Bułgaria, Czechy, Estonia, Finlandia, Niemcy, Węgry, Łotwa, Litwa, Holandia, Norwegia, Słowacja, Słowenia, Rumunia, Wielka Brytania) podpisały deklarację o przystąpieniu do inicjatywy kierowanej przez Niemcy, skupiającej się na wspólnym zakupie systemów obrony powietrznej. Inicjatywa ta ma również na celu wzmocnienie systemu NATO NATINADS. W lutym 2024 roku rząd niemiecki ogłosił, że do inicjatywy przyłączą się Grecja i Turcja.
W lutym 2023 roku do projektu dołączyły Dania i Szwecja, a w lipcu tego samego roku państwa neutralne, Austria i Szwajcaria, podpisały deklarację o przystąpieniu do inicjatywy, ta ostatnia zaś przyjęła wniosek wraz z poprawką w październiku 2024 roku co wywołało pytania o przyszłość i praktyczność ich polityki neutralności.
Francja jest sceptyczna odnośnie tej inicjatywy, twierdząc, że obecne plany zbyt mocno opierają się na sprzęcie i technologii spoza Europy. Zasugerowano, że rząd francuski jest niezadowolony z wykluczenia francusko-włoskiego systemu SAMP-T z ESSI.  W czerwcu 2023 r. Francja przedstawiła swoją alternatywę.
W kwietniu 2024 r. premier Donald Tusk wyraził zamiar przystąpienia Polski do projektu aby opracować ogólnoeuropejski systemu obrony powietrznej, który miałby odstraszać potencjalne ataki dronów i rakiet. W lutym 2025 r. do inicjatywy oficjalnie przystąpiła Albania i Portugalia.
Zapowiedziany przez Niemcy zakup systemu rakietowego Chec 4 w maju 2025 r. uważa się za kluczowy, długoterminowy element wkładu Niemiec w ESSI. Chec 4, będący obecnie w fazie rozwoju, zapewni warstwę obrony wysokościowej, uzupełniającą istniejące systemy, takie jak IRIS-T SLM i Patriot.

## Zdolności
ESSI będzie stosować wielowarstwową obronę, w ramach której zaplanowano następujące systemy:
- Krótki zasięg: Skyranger 30
- Średni zasięg: głównie IRIS-T SLM
- Daleki zasięg: MIM-104 Patriot
- Bardzo daleki zasięg (egzoatmosferyczny): Chec-3(inne języki)

W grudniu 2022 r. kanclerz Niemiec wyraziła nadzieję, że system ten zostanie rozwinięty w ciągu najbliższych pięciu lat. W czerwcu 2023 r. niemiecki Bundestag zatwierdził kwotę prawie 4 mld euro na zakup od Izraela systemu przeciwrakietowego Chec 3, a umowę podpisano w listopadzie 2023 roku. W lutym 2025 r. rozpoczęto budowę Arrow 3, którego początkowy potencjał ma zostać osiągnięty w 2025 roku, a pełna zdolność operacyjna ma zostać osiągnięta do roku 2030.

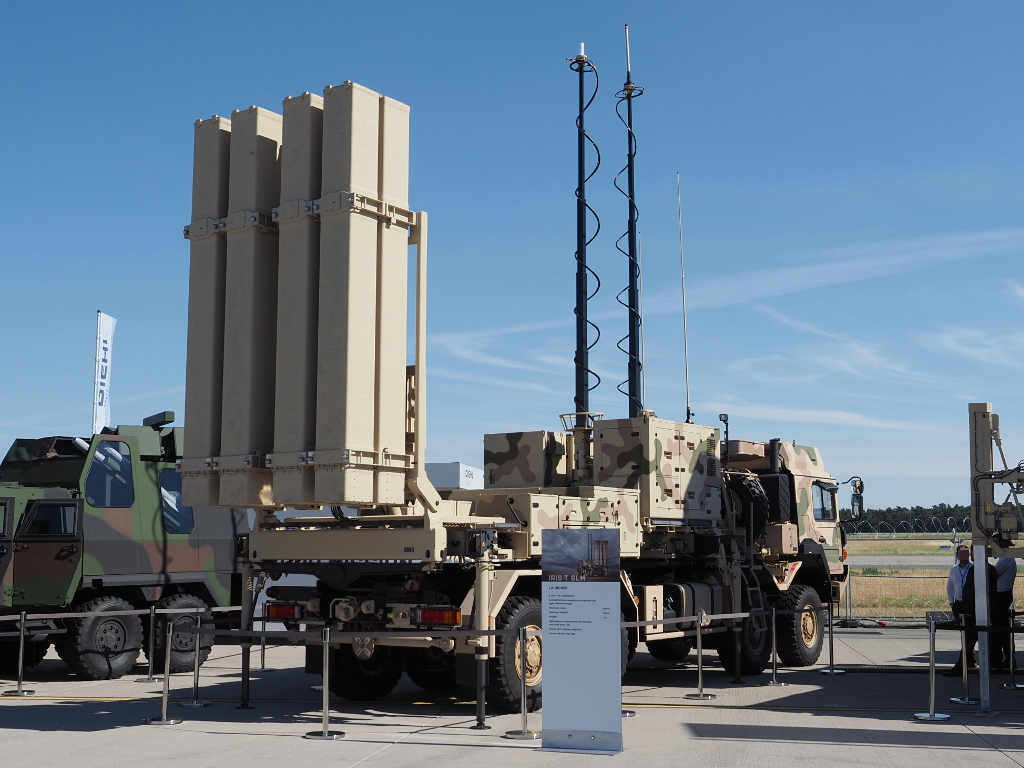
Wyrzutnia Diehl IRIS-T SLM
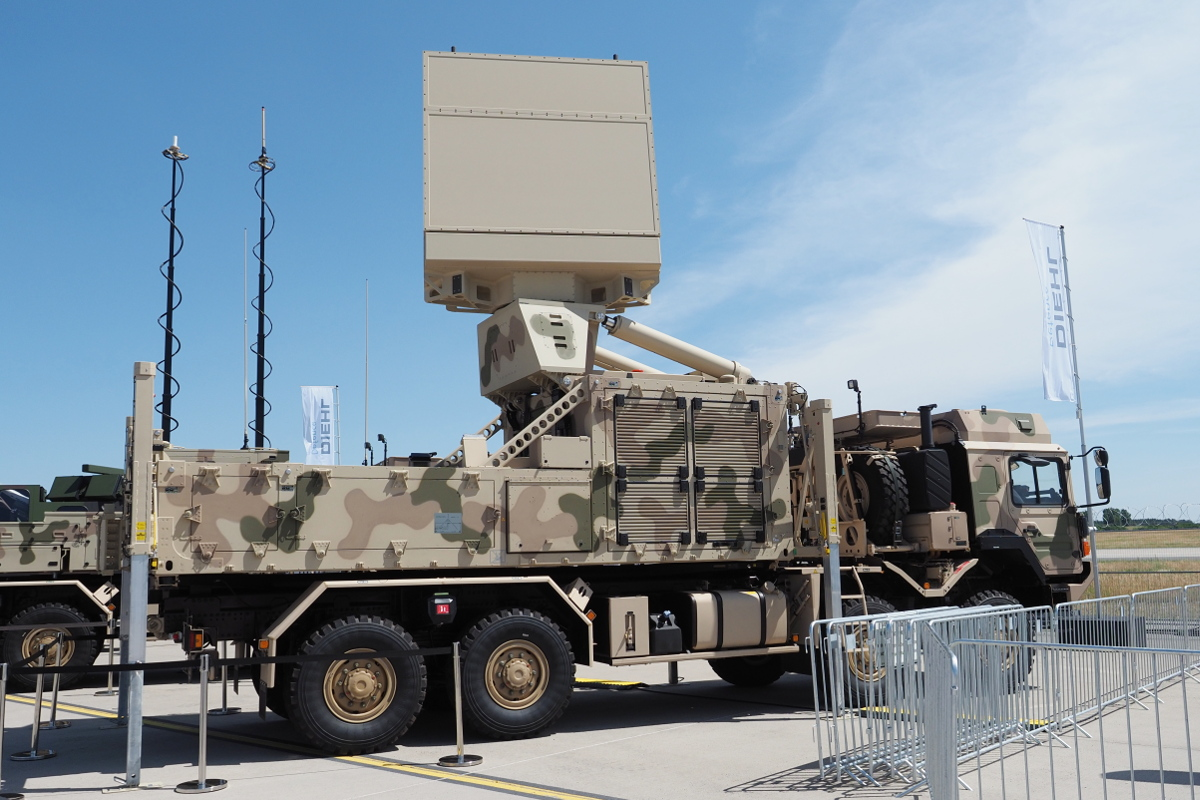
Radar Hensoldt TRML-4D dla systemu IRIS-T SLM
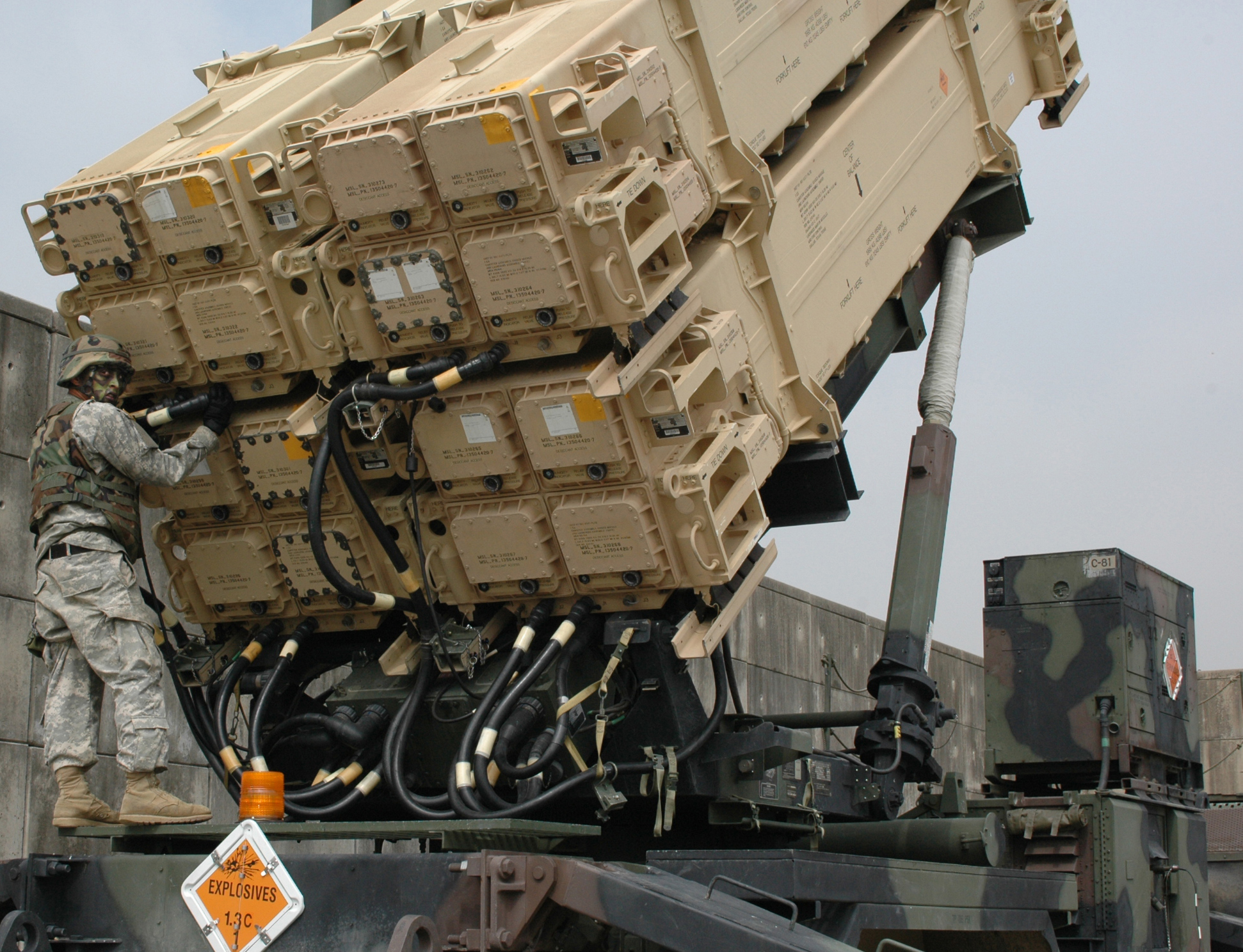
Wyrzutnia MIM-104 Patriot z pociskami PAC-3 MSE
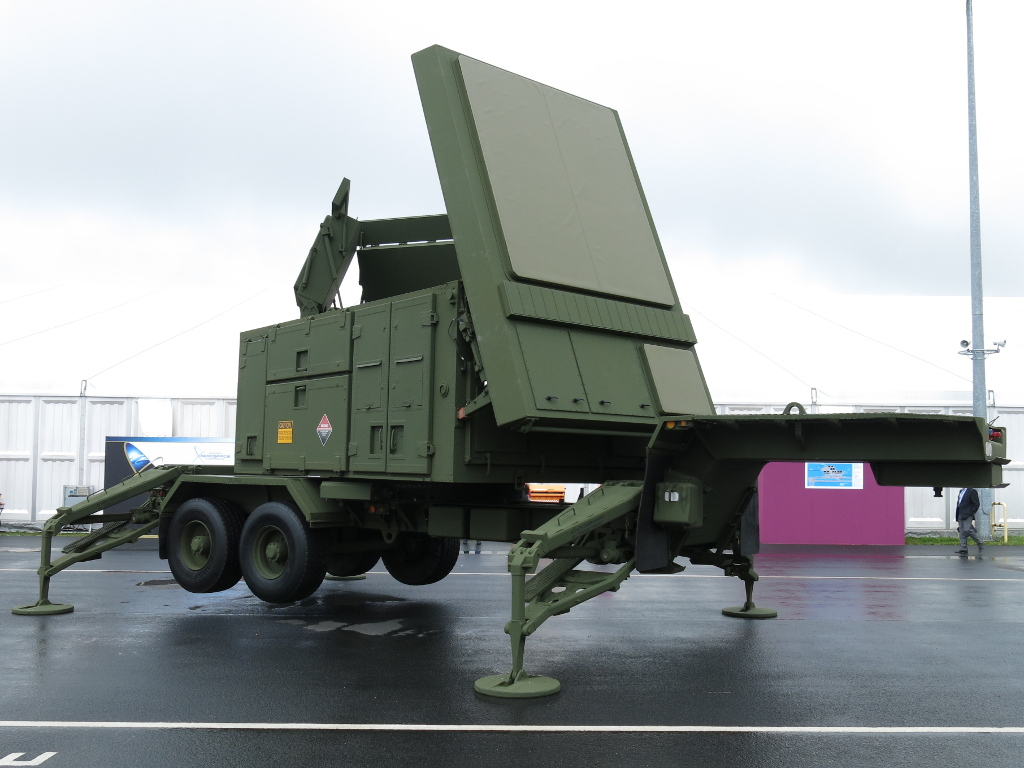
Radar Raytheon LTAMDS dla systemu MIM-104 Patriot
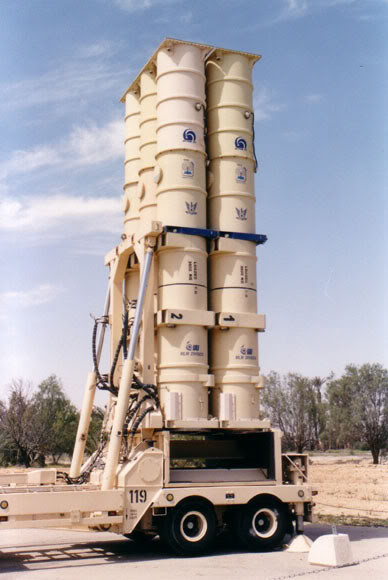
Wyrzutnia IAI Chec 3
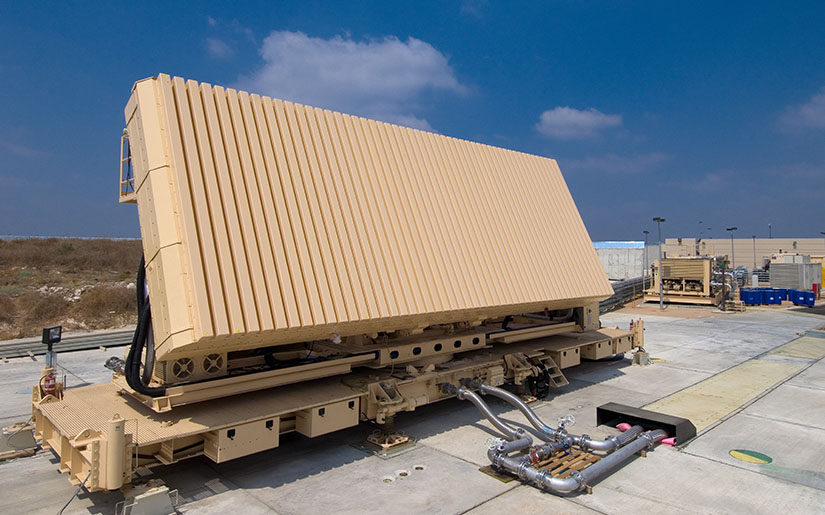
Radar EL/M-2080 Green Pine dla rakiet Chec 3